# Homberg (Ohm)
Homberg (Ohm) è una città tedesca di 7 521 abitanti, situata nel land dell'Assia.

## Amministrazione

### Gemellaggi
Homberg è gemellata con:
- Thouaré-sur-Loire, dal 1981
- Stadtroda, dal 1990